# Кьери’76 (волейбольный клуб)
«Кьери’76» (итал. Chieri '76) — итальянский женский волейбольный клуб из Кьери. 
Команда клуба носила названия: 2009—2010 — «Кьери’76 Каролс», 2010—2012 — «Фамила», 2012—2013 — «Кьери’76», 2013—2018 — «Фенера», с 2018 — «Реале Мутуа Фенера».

## Достижения
- победитель розыгрыша Кубка Европейской конфедерации волейбола 2024.
- победитель розыгрыша Кубка вызова ЕКВ 2023;
  - серебряный призёр Кубка вызова ЕКВ 2025.
- победитель розыгрыша Кубка WEVZA 2022.

## История
Волейбольный клуб «Кьери’76» основан 14 мая 2009 года в городе Кьери (область Пьемонт, Италия), где 76 — указание на год образования ВК «Кьери» (с 2005 — «Кьери Воллей», с 2012 — «Кьери-Торино Воллей»). «Кьери» — бронзовый призёр чемпионата Италии 2005, победитель розыгрыша Кубка топ-команд ЕКВ 2005, в 2003—2009 и 2011—2012 выступала в серии А1.
В чемпионате Италии «Кьери’76» дебютировала в сезоне 2009—2010 в серии В2, а в 2011 получила право на повышение в классе. В серии В1 команда отыграла 4 сезона, после чего в 2015—2018 выступала в серии А2. В 2013 году титульным спонсором клуба стала финансовая группа «Фенера» (Fenera), по которой была названа команда. В 2018 к числу спонсоров добавилась страховая компания «Реале Мутуа Ассикурацьони» (Reale Mutua Assicurazioni), что сформировало нынешнее название команды — «Реале Мутуа Фенера».
В 2018 команда выиграла плей-офф серии А2 и вошла в число сильнейших команд Италии. В сезоне 2018—2019 состоялся дебют «Реале Мутуа Фенера» в серии А1, но сложился он неудачно — лишь 12-е место из 13 команд. Спустя год по итогам групповой стадии команда стала уже 7-й (из-за пандемии COVID-19 чемпионат был остановлен). В следующих трёх сезонах команда из Кьери выходила в плей-офф серии А1, но выбывала на четвертьфинальной стадии.
В 2022—2024 «Реале Мутуа Фенера» успешно выступала на европейской арене. В 2022 команда победила в первом розыгрыше WEVZA, в 2023 выиграла Кубок вызова ЕКВ, не потерпев в ходе турнира ни одного поражения и одержав в финале две «сухие» победы над румынским «Лугожем», а в 2024 первенствовала в Кубке Европейской конфедерации волейбола, переиграв в финальной серии швейцарский «Витеос Невшатель» 3:0, 3:1.   

## Волейбольный клуб «Кьери’76»
- Президент — Филиппо Верньяно.
- Генеральный директор — Фабрицио Морра.
- Спортивный директор — Массимилиано Галло.
- Менеджер команды — Валентина Торрезе.

## Арена
Домашней ареной клуба служит дворец спорта «PalaFenera». Вместимость — 1500 зрителей. Открыт в 2004 году. 

## Сезон 2024—2025

### Переходы
Пришли: А.Ляшко («Волеро Ле-Канне», Франция), С.Альберти («Савино Дель Бене»), С.ван Ален («Вакыфбанк», Турция), А.Бёйс («Игор Горгондзола»), Л.Жикель («Нилюфер», Турция), Ф.Карлетти («Унет-Ямамай»), Г.Гуидуччи («Трентино»).
Ушли: К.Гробельна, Р.Морелло, В.Папа, М.Кингдон, Ф.-Я.Коне, К.Вайтцель.

### Состав
| №  | Имя, фамилия      | Год рождения | Рост | Амплуа      | Гражданство |
| -- | ----------------- | ------------ | ---- | ----------- | ----------- |
| 5  | Илария Спирито    | 1994         | 174  | либеро      | Италия      |
| 6  | Эвери Скиннер     | 1999         | 186  | нападающая  | США         |
| 7  | Анастасия Ляшко   | 2005         | 198  | центральная | Россия      |
| 9  | Сара Альберти     | 1993         | 185  | центральная | Италия      |
| 10 | Сара ван Ален     | 2000         | 186  | связующая   | Нидерланды  |
| 11 | Марта Антули      | 2004         | 202  | нападающая  | Греция      |
| 12 | Анне Бёйс         | 1991         | 191  | нападающая  | Нидерланды  |
| 13 | Люсиль Жикель     | 1997         | 189  | нападающая  | Франция     |
| 14 | Элена Роландо     | 1999         | 165  | либеро      | Италия      |
| 15 | Федерика Карлетти | 2000         | 184  | нападающая  | Италия      |
| 16 | Катерина Закхеу   | 1998         | 192  | центральная | Кипр        |
| 17 | Анна Грэй         | 1996         | 187  | центральная | Италия      |
| 21 | Ловет Оморуйи     | 2002         | 184  | нападающая  | Италия      |
| 22 | Гая Гуидуччи      | 2002         | 178  | связующая   | Италия      |

- Главный тренер — Джулио-Чезаре Бреголи.
- Тренер — Джерардо Дальо, Маттиа Коцци.